# Konareh
Konāreh o Kenāreh (farsi كناره) è una città dello shahrestān di Marvdasht, circoscrizione Centrale, nella provincia di Fars in Iran. Aveva, nel 2006, una popolazione di 6.853 abitanti.